# Красногрудая кустарниковая куропатка
Красногрудая кустарниковая куропатка (лат. Arborophila mandellii) — вид птиц рода кустарниковых куропаток семейства фазановых, эндемичный для восточных Гималаев.

## Описание
Длина тела до 28 см. Хорошо отличима по каштановому цвету груди и серому низу. От близкого вида красногорлой кустарниковой куропатки (Arborophila rufogularis) отличается более красной шапочкой, белым воротничком и каштановым цветом груди. Голос состоит из повторяющихся громких звуков «прррит», следующих за сериями все более громких фраз «прр прр-ер-ит». Токование можно слышать с середины марта до июня.

## Распространение
Красногрудая кустарниковая куропатка является эндемиком восточных Гималаев к северу от Брахмапутры. Известна из Бутана, северо-восточной Индии (Западная Бенгалия (Дарджилинг), Сикким, Аруначал-Прадеш), Непала и юго-восточного Тибета. В сохранившихся лесах Аруначал-Прадеша она бывает довольно обычна.

## Экология
Вид обитает в подлеске вечнозелёных лесов, в том числе и в бамбуковых, вблизи рек. Встречается на разных высотах: от 350 м н.у.м. до 2500 м. Известно, что в Бутане распространение ограничено территориями с хорошо сохранившимися старовозрастными лесами, что позволяет предполагать чувствительность вида к деградирующим местообитаниям.

## Охранный статус
В Международном красном списке 2022 года вид имеет статус близкого к уязвимому положению (Near Threatened). Численность оценивается в пределах 80—140 тысяч половозрелых особей, при этом наблюдается тенденция к уменьшению численности. Основные причины этого — деградация лесов и их фрагментация, как результат экстенсивного земледелия, рубок и увеличения чайных плантаций. Охота (даже на охраняемых природных территориях) также влияет на численность вида.
Каштановогрудая куропатка охраняется, по крайней мере, в трёх природных резерватах: национальных парках Сингалила (Западная Бенгалия) и Тхрумшинг (Бутан) и в природном заказнике Бумделинг (Аруначал-Прадеш).
Национальный парк Сингалила сильно страдает от охоты, сбора дикоросов и выпаса скота. Численность куропаток в Бутане увеличивается, но несмотря на это выпас и экстенсивное земледелие может стать серьёзной преградой на пути расширения ареала вида. В Аруначал-Прадеше недавно был введён запрет на экспорт леса, что может способствовать сохранению популяций куропаток.